# Vagran
Il Vagran (in russo Вагран?) è un fiume degli Urali settentrionali, affluente di destra della Sos'va (bacino idrografico dell'Irtyš). Scorre nell'Oblast' di Sverdlovsk, in Russia.

## Descrizione
Il fiume ha origine nei monti Urali dal versante orientale del monte Kazanskij Kamen', al confine della regione di Sverdlovsk con il Territorio di Perm'. Ha una lunghezza di 137 km, il suo bacino è di 1 620 km². Attraversa il distretto urbano della città di Severoural'sk, dove scorre in un canale artificiale in cemento, prima di sfociare nella Sos'va a 501 km dalla foce.
Parallelamente al canale principale è stato realizzato anche un doppio canale in cemento armato con sistema di chiusura. L'intero complesso (alveo artificiale, strutture di riserva, chiuse) è stato realizzato negli anni Sessanta del XX secolo e costituisce una struttura idraulica unica per impedire all'acqua di entrare nelle miniere sotterranee di bauxite situate nelle vicinanze della città.